# Бенцешть
Бенцешть, Бенцешті (рум. Bănțești) — село у повіті Вилча в Румунії. Входить до складу комуни Медуларі.
Село розташоване на відстані 162 км на захід від Бухареста, 52 км на південний захід від Римніку-Вилчі, 45 км на північний схід від Крайови.

## Населення
За даними перепису населення 2002 року у селі проживали 397 осіб, усі — румуни. Усі жителі села рідною мовою назвали румунську.